# Hope and Horror
Hope and Horror è un EP del gruppo musicale death metal Immolation, pubblicato nel 2007 dalla Listenable Records.

## Tracce
1. Den of Thieves – 3:20
2. The Condemned – 5:04
3. The Struggle of Hope and Horror – 7:21

## Formazione
- Ross Dolan - basso, voce
- Robert Vigna - chitarra
- Bill Taylor - chitarra
- Steve Shalaty - batteria